# Хорнебург
Хорнебург (нем. Horneburg) — община в Германии, в земле Нижняя Саксония.
Входит в состав района Штаде. Подчиняется управлению Хорнебург. Население составляет 5551 человек (на 31 декабря 2010 года). Занимает площадь 17,13 км².

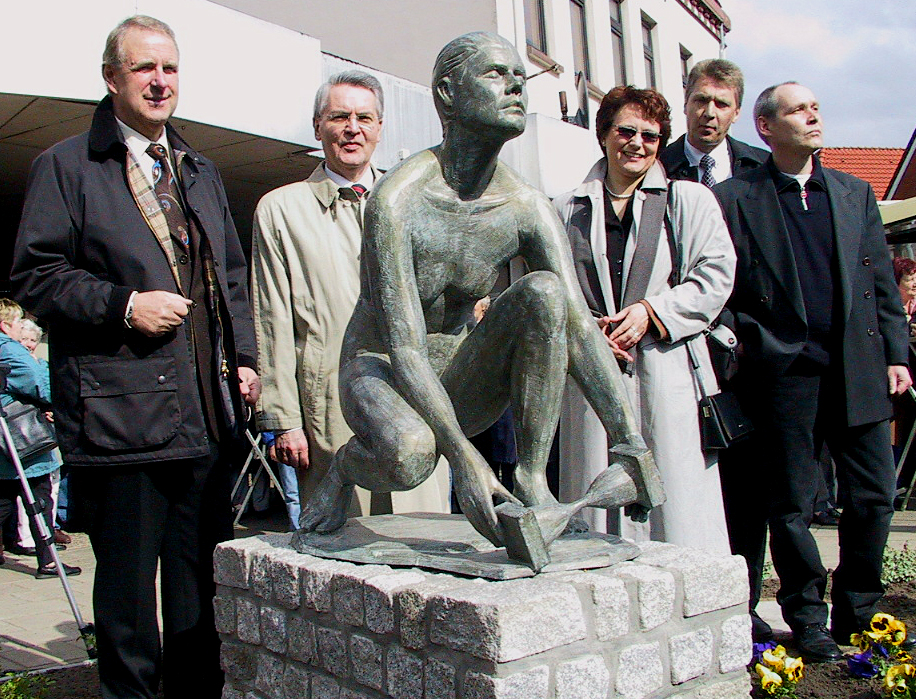
Хорнебург